# Lumbricillus algensis
Lumbricillus algensis är en ringmaskart som beskrevs av Erséus 1977. Lumbricillus algensis ingår i släktet Lumbricillus och familjen småringmaskar. Arten är reproducerande i Sverige. Inga underarter finns listade i Catalogue of Life.